# NGC 794
NGC 794 est une galaxie lenticulaire située dans la constellation du Bélier. NGC 794 a été découverte par l'astronome germano-britannique William Herschel en 1784. Cette galaxie a aussi été observée par l'astronome américain Lewis Swift le 20 octobre 1889  et elle a été ajoutée à l'Index Catalogue sous la désignation IC 191.

## Caractéristiques
Sa vitesse par rapport au fond diffus cosmologique est de 7 954 ± 31 km/s, ce qui correspond à une distance de Hubble de 117,3 ± 8,2 Mpc (∼383 millions d'al).
À ce jour, une mesure non basée sur le décalage vers le rouge (redshift) donne une distance d'environ 113,000 Mpc (∼369 millions d'al). Cette valeur est à l'intérieur des valeurs de la distance de Hubble.